# Antonín Černý (politik)
Antonín Černý (15. června 1881 Odolena Voda – 26. června 1956) byl československý politik a meziválečný poslanec Národního shromáždění za Československou sociálně demokratickou stranu dělnickou.

## Biografie
Podle údajů k roku 1920 byl profesí tajemníkem Ústředního svazu domkářů-malorolníků v Kobylisích.
V parlamentních volbách v roce 1920 získal za Československou sociálně demokratickou stranu dělnickou mandát v Národním shromáždění.